# Bonhomme de pain d'épices

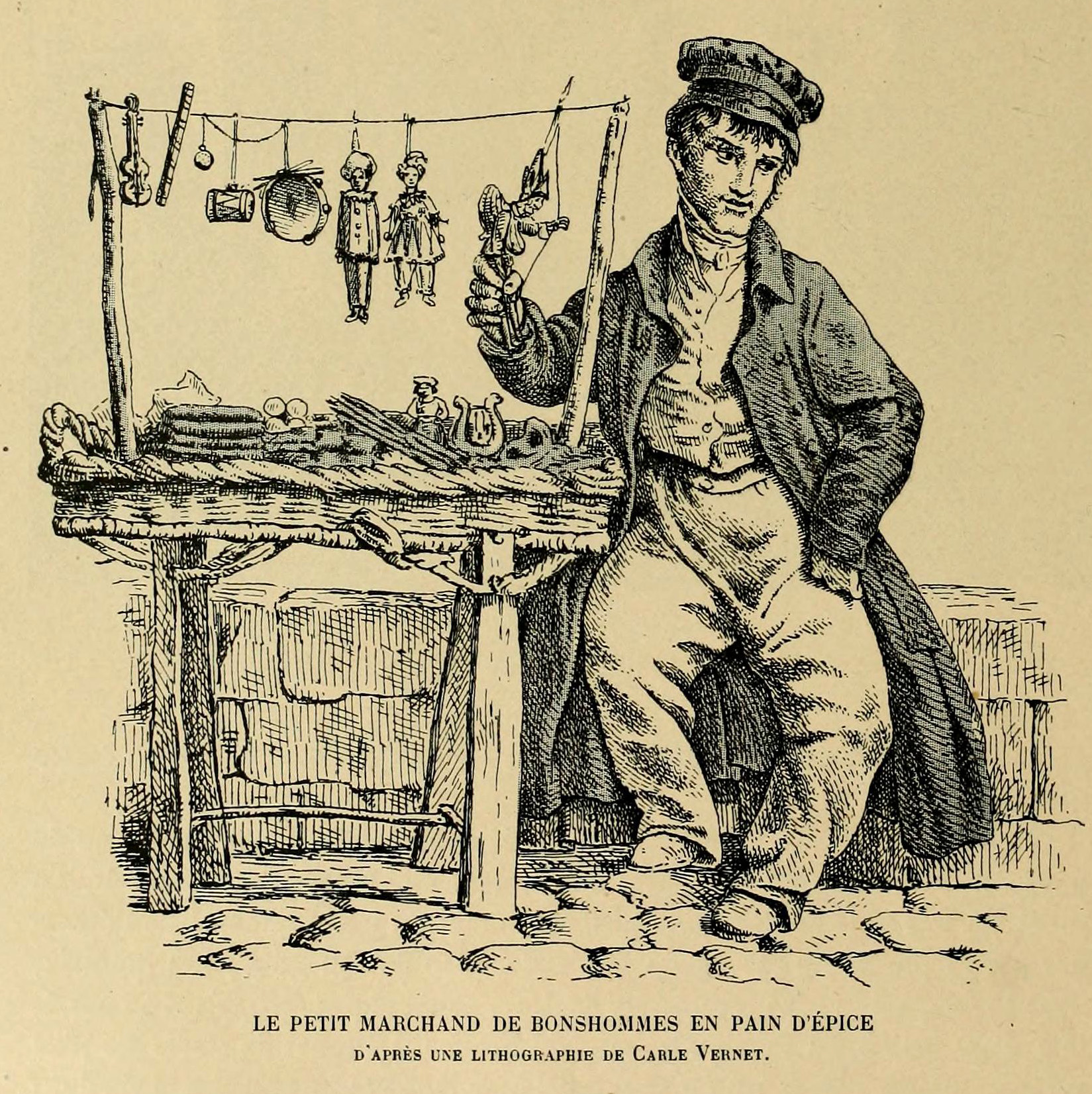
Vendeur de bonhommes en pain d'épices (1902).

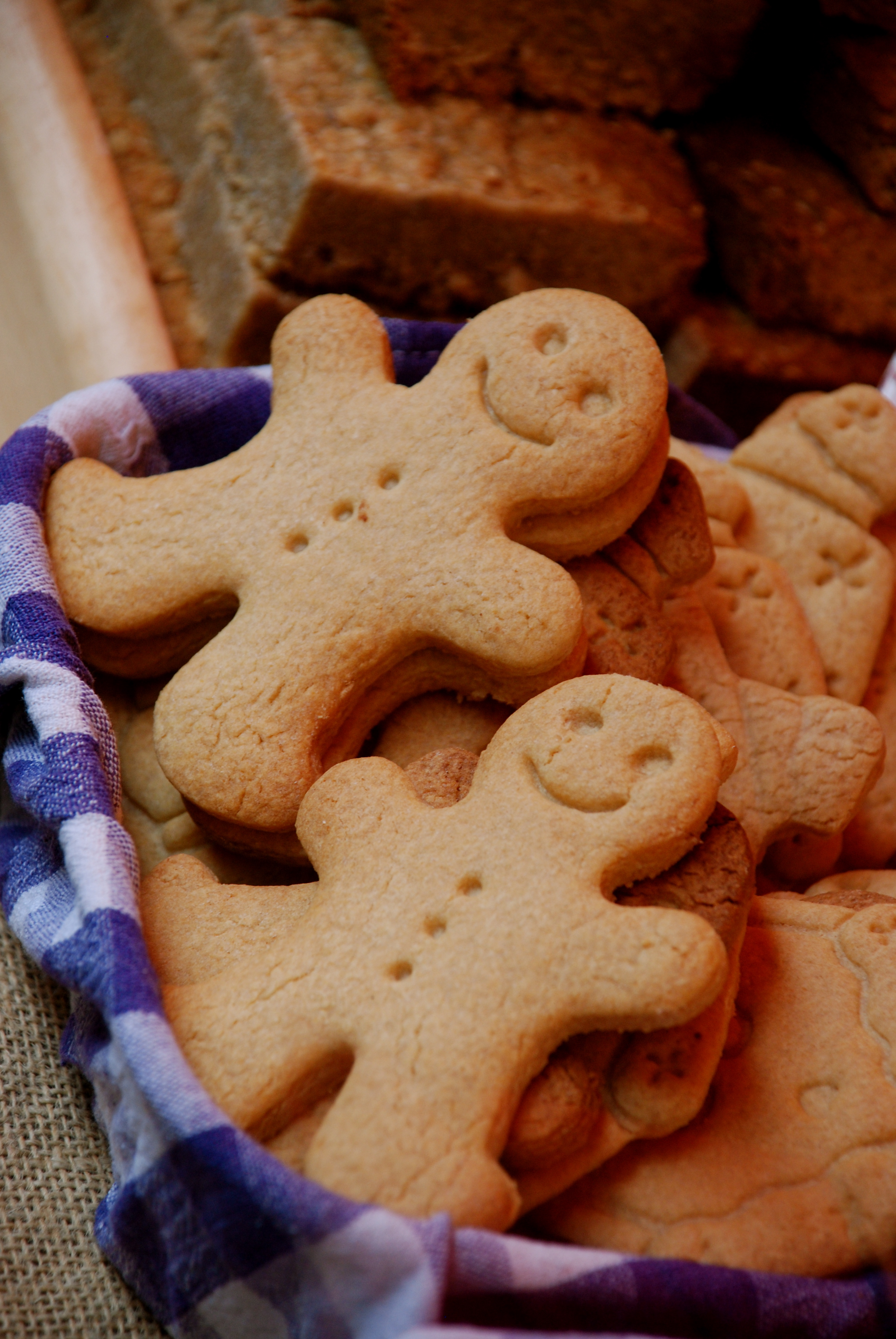
Bonhommes de pain d'épices.

Un bonhomme de pain d'épices (anglais : Gingerbread man) est un biscuit en pain d'épices cuisiné généralement sous la forme d'un bonhomme. Il existe toutefois de nombreuses variantes, portant tant sur les vêtements que sur le caractère ou le sexe du personnage ainsi représenté.
C'est un biscuit qui se retrouve traditionnellement en hiver dans les pays anglo-saxons. 
Le Petit Bonhomme de pain d'épices est un personnage récurrent des contes merveilleux.

## Histoire
Le pain d'épices est utilisé depuis le XVe siècle et l'attribution d'une forme humaine se pratiquait déjà au XVIe siècle. Les premiers bonshommes de pain d'épices connus ont été servis à la cour de la reine Élisabeth Ire d'Angleterre qui aimait beaucoup offrir à ses invités de marques des bonshommes à leur effigie.

## Aspect

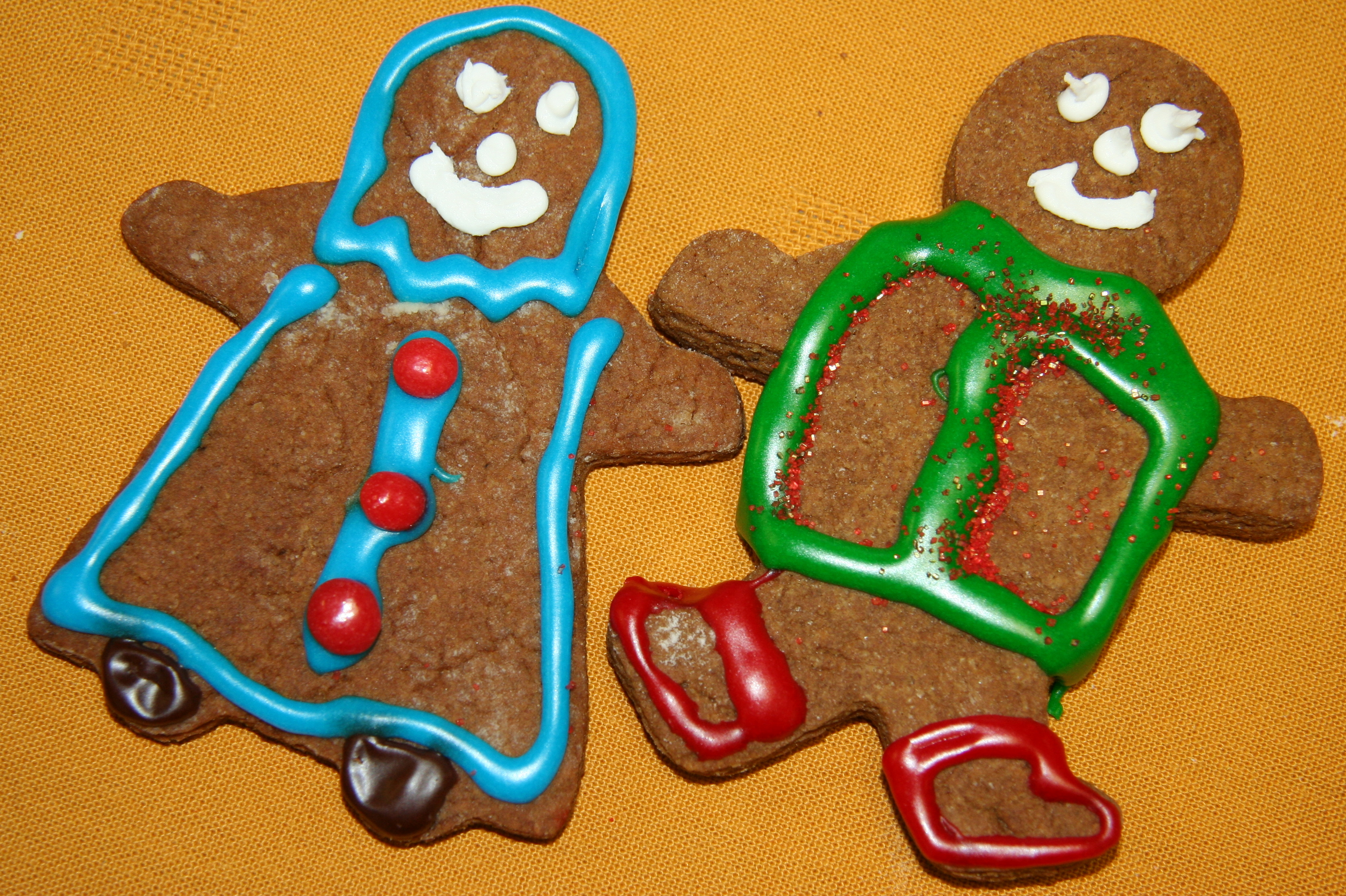
bonhomme et bonne-femme de pain d'épices

La plupart des bonshommes de pain d'épices partagent les mêmes caractéristiques physiques avec des pieds tronqués et aucun doigt. Si les bonshommes de pain d'épices ont généralement un visage, il peut être soit incrusté directement dans le biscuit, soit dessiné sur sa surface par un glaçage ou du chocolat. Il est également relativement courant de lui affubler des cheveux, des poignets de chemise ou des chaussures, même si la décoration la plus populaire concerne les boutons de chemise, traditionnellement représentés par des boules de chewing-gum, du glaçage ou des raisins secs.

## Dans la fiction ou la culture populaire
- En Suède, il est fréquent que des enfants se déguisent en bonhomme de pain d'épices pour le défilé de la Sainte-Lucie, où on mange le Lussekatt. Il est aussi personnifié dans la chanson de Noël Tre pepparkaksgubbar
- Le Petit Bonhomme de pain d'épices est un conte de fée sur un bonhomme de pain d'épices  vivant qui se fait dévorer par un renard.
- La série de films Shrek comporte plusieurs bonhommes de Pain D'épice : TitBiscuit, Cake-Kong le bonhomme d'épice géant puis deux petites amies fille pain d'épice de TitBiscuit.
- The Gingerbread Man est un film de 1998 réalisé par Robert Altman et avec Kenneth Branagh, Robert Downey Jr et Robert Duvall.
- Gingerbread Man, est un disque de 1994 du groupe avant-gardiste The Residents.